# عبدالله ظلی
دریادار عبدالله ظلی از ۱۳۲۵ تا ۱۳۳۱ فرمانده نیروی دریایی ایران بود.
ظلی دانش‌آموخته دانشکده افسری بود و در سال ۱۳۰۶ جزء اولین گروهی بود که در دروه رضا شاه برای دوره نیروی دریایی به ایتالیا اعزام شد. وی به همراه نصرالله نقدی و حبیب‌الله شاهین با درجه ستوان یکمی برای دوره عالی دریایی و دافوس اعزام می‌شوند و در بازگشت ظلی با درجه ناو سروانی فارغ التحصیل می‌شود. وی از همراهان رضا شاه در سفر او به ترکیه بود.
او در سال ۱۳۲۵ و با تشکیل مجدد نیروی دریایی به عنوان فرمانده این نیرو منصب شده و تا سال ۱۳۳۱ در این سمت باقی می‌ماند.
گفته می‌شود وی از اعضای لژ فروغی و لژلافرانس از لژهای تابع گراندلژ ملی فرانسه و عضو هیئت مدیره این لژ بود.